# Carl Ludvig Granlund
Carl Ludvig Henning Granlund, Gardist-Kalle, född 25 augusti 1852 i Skattlösberg i Grangärde socken, död 20 april 1935 i Ludvika, var en svensk rånare, våldtäktsman och mördare.

## Uppväxt
Granlund, som av eftervärlden fick epitetet Den siste stråtrövaren, växte upp i ett fattigt hem i Dalabergslagen. Han var inte välkommen i familjen, något som sannolikt kom att påverka honom hela livet. Granlund var dyslektiker och det var först i vuxen ålder som han kunde läsa enklare tidningsartiklar. På grund av sin dyslexi lärde han sig aldrig katekesen och fick alltså inte konfirmeras, ett vid den här tiden stort socialt handikapp. Sitt öknamn "Gardist-Kalle" fick han under sin militärtjänstgöring.

## Brottslig gärning
Under 1890-talet deltog Granlund enligt egen utsago i överfall och rån i Västerbergslagen, något som skaffade honom rykte som stråtrövare.
Den 24 augusti 1901 mördade Granlund sin granne och hyresgäst Per "Finn-Per" Johan Berglund. På grund av brist på bevis kunde inte Granlund dömas för detta brott, men han fick 15 månaders straffarbete för våldtäktsförsök på Berglunds hustru. 1910 frisläpptes han och flyttade till byn Halvars nära Gonäs. Den 19 juli 1916 hittades Sköld Per Johan Hedberg skjuten från ett bakhåll i Främundsberg, i det så kallade Främundsbergsmordet. Misstankarna riktades snabbt mot Granlund, inte minst på grund av likheten med mordet på Berglund 15 år tidigare. Granlund greps och erkände 22 juli mordet på Hedberg. Vid rättegången i Ludvika erkände han även mordet på Berglund. Orsakerna i båda fallen sades vara svartsjuka.

## Straff
I januari 1917 påbörjade Granlund sitt livstidsstraff på Långholmen. I april 1935 avled Granlund av ålderdomssvaghet på Pärlby, fattigstugan i Grangärde.